# ジャン＝フランソワ・ル・ギャル
ジャン＝フランソワ・ル・ギャル（Jean-François Le Gall、1959年11月15日 - ）は、フランスの数学者。 モルレー出身。

## 来歴
ル・ギャルは1982年、パリ第6大学でマーク・ヨールの指導下で、博士号を取得した。現在、ル・ギャルはオルセーのパリ第11大学の教授であり、フランス大学研究院の上級メンバーである。2013年12月、ル・ギャルはフランス科学アカデミーの会員に選出された。
ル・ギャルは、ウェンデリン・ウェルナーを含む、少なくとも11人の学生の論文指導教官を務めた。

## 業績
ブラウン運動・レヴィ過程・超過程と、それらの偏微分方程式・ブラウンスネーク (Brownian snake)・ランダム木 (random tree)・分岐過程・確率的併合 (stochastic coalescence)・ランダム平面写像 (random planar map)との関係といった確率論の分野で活動している。

## 受賞歴
- ロロ・デヴィッドソン賞（英語版） 1986年[3]
- ローヴ賞（英語版） 1997年[3]
- フェルマー賞 2005年[4]
- ウルフ賞数学部門 2019年[5]
- BBVA Foundation Frontiers of Knowledge Award 2021年

## 書籍
- Le Gall, Jean-François,  Spatial branching processes, random snakes and partial differential equations. Lectures in Mathematics ETH Zürich. Birkhäuser Verlag, Basel (1999). 163 pp. ISBN 3-7643-6126-3